# Forme basique
En géométrie différentielle, une forme basique est une forme différentielle sur un {\displaystyle G}-fibré principal qui vérifie certains axiomes.
Les formes basiques descendent à des formes différentielles à valeurs en un fibré vectoriel associé du fibré principal.
La 2-forme de courbure d'une forme de connexion est un exemple de forme basique.
Les formes basiques généralisent les sections d'un fibré associé.
Ceci permet de généraliser la notion de dérivée covariante à une dérivée covariante extérieure (en).

## Définition
Soient :
- {\displaystyle G}, un groupe de Lie ;
- {\displaystyle B}, une variété différentielle ;
- {\displaystyle \pi :P\to B}, un {\displaystyle G}-fibré principal sur {\displaystyle B}.

Dénotons l'action de groupe à droite de {\displaystyle G} sur {\displaystyle P} par :
{\displaystyle \Phi :G\to \mathrm {Diff} (P)}
de sorte que {\displaystyle a\cdot \lambda =\Phi _{\lambda }(a)} pour tout {\displaystyle a\in P} et tout {\displaystyle \lambda \in G}.
Soit {\displaystyle V\subset TP} la distribution verticale sur {\displaystyle P}.
Définition
Une {\displaystyle k}-forme basique réelle sur {\displaystyle P} est une {\displaystyle k}-forme différentielle {\displaystyle \alpha \in \Omega ^{k}(P;\mathbb {R} )} qui satisfait les deux axiomes suivants :
1. {\displaystyle \alpha } est {\displaystyle G}-invariante, c.-à-d. :
{\displaystyle (\Phi _{\lambda })^{*}\alpha =\alpha ,\qquad \forall \lambda \in G}
2. {\displaystyle \alpha } est horizontale, c.-à-d. pour tout vecteur tangent vertical {\displaystyle v\in V} sur {\displaystyle P}, on a :
{\displaystyle \iota _{v}\alpha =0}

On dénote par {\displaystyle \Omega _{\mathrm {id} ,\mathrm {hor} }^{k}(P;\mathbb {R} )} l'ensemble des formes basiques réelles sur {\displaystyle P}.
Remarque
Les {\displaystyle k}-formes basiques réelles sur {\displaystyle P} sont en bijection avec les {\displaystyle k}-formes différentielles réelles sur {\displaystyle B}.
On a alors on a deux isomorphismes d'espaces vectoriels :
{\displaystyle \cdot ^{\sharp }:\Omega ^{k}(B;\mathbb {R} )\to \Omega _{\mathrm {id} ,\mathrm {hor} }^{k}(P;\mathbb {R} )}
{\displaystyle \cdot _{\sharp }:\Omega _{\mathrm {id} ,\mathrm {hor} }^{k}(P;\mathbb {R} )\to \Omega ^{k}(B;\mathbb {R} )}
tels que {\displaystyle (\alpha _{\sharp })^{\sharp }=\alpha } et {\displaystyle (\alpha ^{\sharp })_{\sharp }=\alpha }.
Explicitement, une forme basique réelle sur {\displaystyle P} est le pull-back de la forme en bas sur {\displaystyle B} :
{\displaystyle \alpha ^{\sharp }=\pi ^{*}\alpha }
Remarque
La notion de forme basique réelle se généralise à la notion de forme basique à valeurs vectorielles.
Soient :
- {\displaystyle V}, un espace vectoriel ;
- {\displaystyle \rho :G\to \mathrm {Aut} (V)}, une représentation linéaire de {\displaystyle G} sur {\displaystyle V} ;
- {\displaystyle E:=P\times _{\rho }V}, un {\displaystyle V}-fibré vectoriel associé.

Définition
Une {\displaystyle k}-forme basique à valeurs en {\displaystyle V} sur {\displaystyle P} est une {\displaystyle k}-forme différentielle {\displaystyle \alpha \in \Omega ^{k}(P;V)} qui satisfait les deux axiomes suivants :
1. {\displaystyle \alpha } est {\displaystyle \rho }-équivariante, c.-à-d. :
{\displaystyle (\Phi _{\lambda })^{*}\alpha =\rho (\lambda )^{-1}\circ \alpha ,\qquad \forall \lambda \in G}
2. {\displaystyle \alpha } est horizontale, c.-à-d. pour tout vecteur tangent vertical {\displaystyle v\in V} sur {\displaystyle P}, on a :
{\displaystyle \iota _{v}\alpha =0}

On dénote par {\displaystyle \Omega _{\rho ,\mathrm {hor} }^{k}(P;V)} l'ensemble des formes basiques à valeurs en {\displaystyle V} sur {\displaystyle P}.
Remarque
Les {\displaystyle k}-formes basiques à valeurs en {\displaystyle V} sur {\displaystyle P} sont en bijection avec les {\displaystyle k}-formes différentielles à valeurs en {\displaystyle E} sur {\displaystyle B}.
On a alors on a deux isomorphismes d'espaces vectoriels :
{\displaystyle \cdot ^{\sharp }:\Omega ^{k}(B;E)\to \Omega _{\rho ,\mathrm {hor} }^{k}(P;V)}
{\displaystyle \cdot _{\sharp }:\Omega _{\rho ,\mathrm {hor} }^{k}(P;V)\to \Omega ^{k}(B;E)}
tels que {\displaystyle (\alpha _{\sharp })^{\sharp }=\alpha } et {\displaystyle (\alpha ^{\sharp })_{\sharp }=\alpha }.

## Exemple
La 2-forme de courbure d'une 1-forme de connexion {\displaystyle A} sur {\displaystyle P} est une forme basique {\displaystyle F_{A}^{\sharp }=dA+{\frac {1}{2}}[A\wedge A]\in \Omega _{\mathrm {Ad} ,\mathrm {hor} }^{2}(P;{\mathfrak {g}})} pour {\displaystyle {\mathfrak {g}}:=\mathrm {Lie} (G):=T_{e}G} l'algèbre de Lie de {\displaystyle G} et {\displaystyle \mathrm {Ad} :G\to \mathrm {Aut} ({\mathfrak {g}})}, la représentation adjointe de {\displaystyle G} sur {\displaystyle {\mathfrak {g}}}.
La 2-forme de courbure sur {\displaystyle P} descend à une 2-forme de courbure sur {\displaystyle B} :
{\displaystyle F_{A}\in \Omega ^{2}(B;\mathrm {Ad} P)}
où {\displaystyle \mathrm {Ad} P=P\times _{\mathrm {Ad} }{\mathfrak {g}}} est le fibré adjoint de {\displaystyle P}.